# Muñoa-Pampaskatze

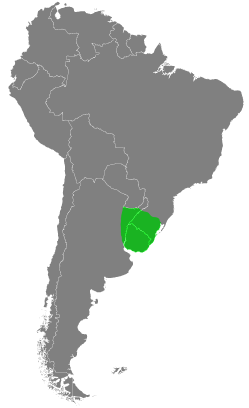
Das Verbreitungsgebiet der Muñoa-Pampaskatze

Die Muñoa-Pampaskatze (Leopardus fasciatus) ist eine Kleinkatzenart aus der Gattung der Pardelkatzen, die in Uruguay, im angrenzenden Süden des brasilianischen Bundesstaates Rio Grande do Sul und in der argentinischen Provinz Corrientes vorkommt.

## Merkmale
Sie ist etwa so groß wie eine große Hauskatze und hat eine gelbgraue Grundfarbe. Die Körperseiten sind mit mehr oder weniger deutlich ausgeprägten schrägen, dunkelgelben Linien versehen. Die Rückenlinie ist dunkel gelbgrau. Auf Brust und Rumpf finden sich auch schwärzliche Längsstreifen, auf der Kehle auch schmale dunkelgelbe und dunkelbraune Streifen. Die Oberseite der Pfoten sind hell, die Unterseiten sind schwärzlich. Der Schwanz ist mit einigen Halbringen nahe dem Schwanzende und einer kleinen schwarzen Spitze gekennzeichnet.

## Systematik
Die Katzenart wurde 1923 durch den uruguayischen Priester und Naturforscher Dámaso Antonio Larrañaga als Felis fasciatus erstmals wissenschaftlich beschrieben. 1961 beschrieb der uruguayischer Mammaloge Alfredo Ximénez die Katze ein zweites Mal unter der Bezeichnung Felis colocolo munoai, benannt nach dem uruguayischen Zoologen Juan Ignacio Muñoa und der Pampaskatze (F. colocolo) als Unterart zugeordnet. Die spanische Zoologin Rosa García-Perea teilte die Pampaskatze 1994 in drei Arten auf und stellte L. munoai als Unterart zu L. braccatus. Dies wurde im zoologischen Nachschlagewerk Mammal Species of the World so übernommen. Im Handbook of the Mammals of the World, einem weiteren Standardwerk, dessen Raubtierband im Jahr 2009 erschien, wurde Leopardus munoai wieder als Unterart der Pampaskatze zugeordnet und auch die Fachgruppe des internationalen Umweltschutzverbandes IUCN (SSC Cat Specialist Specialist Group) führt L. munoai als Unterart der Pampaskatze, betont in einer 2017 veröffentlichten Revision der Katzensystematik jedoch, dass einige Unterarten der Pampaskatze in Zukunft nach weiteren Untersuchungen den Status selbständiger Arten erhalten könnten. In einer im Juni 2020 veröffentlichten Revision der Pampaskatzengruppe wurde die Art als Leopardus munoai eigenständig, nachdem in der Pampaskatzengruppe fünf Kladen gefunden wurden, die sich in der Schädelmorphologie, der Fellfarbe und in ihrem Genom unterschieden und die auch unterschiedliche Verbreitungsgebiete haben. Leopardus munoai ist wahrscheinlich durch den Río Paraná von Leopardus pajeros separiert worden und von Leopardus braccatus, seiner Schwesterart, wurde die offene Landschaften bewohnende Katze durch Waldgebiete im südlichen und südwestlichen Brasilien getrennt. Im Jahr 2022 bekam die Katzenart die wissenschaftliche Bezeichnung Leopardus fasciatus, die gemäß der Prioritätsregel Vorrang vor Leopardus munoai hat.

## Belege
1. 1 2 3  Fabio Oliveira do Nascimento, Jilong Cheng und Anderson Feijó (2020). Taxonomic revision of the pampas cat Leopardus colocola complex (Carnivora: Felidae): an integrative approach. Zoological Journal of the Linnean Society, XX, 1–37, doi:10.1093/zoolinnean/zlaa043
2. ↑  Dámaso Antonio Larrañaga (1923): Escritos de don Dámaso Antonio Larrañaga. Vols. I, II, III. Instituto Histórico y Geográfico del Uruguay Imprenta Nacional.  Montevideo, Uruguay
3. ↑  Alfredo Ximénez (1961): Nueva subespécie del gato pajero em el Uruguay Felis colocola muñoai n. ssp. Comunicaciones Zoologicas del Museo de Historia Natural de Montevideo 5: 1–8.
4. ↑  Rosa García-Perea: Pampas Cat Group (Genus Lynchailurus Severtzov, 1858) (Carnivora: Felidae), a Systematic and Biogeographic Review. American Museum Novitates 3096, 1994; S. 1–36. PDF
5. ↑  Don E. Wilson & DeeAnn M. Reeder (Hrsg.): Leopardus braccatus in Mammal Species of the World. A Taxonomic and Geographic Reference (3rd ed).
6. ↑  http://www.catsg.org/index.php?id=87
7. ↑  Leopardus colocolo in der Roten Liste gefährdeter Arten der IUCN 2008. Eingestellt von: T. de Oliveira et al., 2008. Abgerufen am 24. Januar 2009.
8. ↑  Kitchener A. C., Breitenmoser-Würsten Ch., Eizirik E., Gentry A., Werdelin L., Wilting A., Yamaguchi N., Abramov A. V., Christiansen P., Driscoll C., Duckworth J. W., Johnson W., Luo S.-J., Meijaard E., O’Donoghue P., Sanderson J., Seymour K., Bruford M., Groves C., Hoffmann M., Nowell K., Timmons Z. & Tobe S. 2017. A revised taxonomy of the Felidae. The final report of the Cat Classification Task Force of the IUCN / SSC Cat Specialist Group. Cat News Special Issue 11, 80 pp.
9. ↑  Juan Andrés Martínez-Lanfranco, Enrique M. González: The oldest available name for the pampas cat of the Uruguayan Savannah ecoregion is Leopardus fasciatus (Larrañaga 1923). August 2022, Therya 13(3):XX-XX, DOI:10.12933/therya-22-1187